# The Art of Love (альбом)
The Art of Love — восьмой студийный альбом Сандры, выпущенный 23 февраля 2007 года.

## Описание
На этот раз продюсерское участие над альбомом Михаэль Крету не принимал. Он на тот период был сосредоточен над очередным продолжением проекта Энигма. Продюсировал альбом Йенс Гад. Надо сказать что альбом создавался в не простое для Сандры время. Муж был полностью сосредоточен на работе в Энигме. Её дети уже подросли но ещё были малолетними и поэтому требовали много времени для ухода и воспитания. Работа над альбомом проходила в основном ночью в студии Йенса Гада. День уходил на семейные обязанности и короткие периоды на сон. Так продолжалось пока работы над альбомом не были закончены. Все песни в альбоме носят лирический и даже меланхолический характер. Что не характерно для Сандры в творчестве которой песни носили обычно «феерический» характер. Публика хорошо приняла альбом. В Германии альбом попал в двадцатку лучших.

## Список песен
| №   | Название                             | Автор(ы)                                                    | Длительность |
| --- | ------------------------------------ | ----------------------------------------------------------- | ------------ |
| 1.  | «What D’Ya Think of Me»              | Йенс Гад, Сандра Крету                                      | 4:34         |
| 2.  | «The Way I Am»                       | Йенс Гад, Сандра Крету, Эндрю Дональдс                      | 3:31         |
| 3.  | «The Art of Love»                    | Йенс Гад, Сандра Крету                                      | 4:14         |
| 4.  | «What Is It About Me»                | Уинстон Села, Йенс Гад, Торстен Штенцель, Джинджер Маккензи | 3:54         |
| 5.  | «Dear God… If You Exist»             | Йенс Гад, Сандра Крету                                      | 4:27         |
| 6.  | «Silence Beside Me»                  | Йенс Гад, Сандра Крету                                      | 3:38         |
| 7.  | «Once Upon a Time»                   | Фабрис Сюдад, Йенс Гад, Сандра Крету                        | 4:52         |
| 8.  | «Put Your Arms Around Me»            | Шинейд О’Коннор, Рик Ноуэлс                                 | 5:05         |
| 9.  | «What’s Left to Say»                 | Фабрис Сюдад, Йенс Гад, Кристиан Дорнау                     | 4:36         |
| 10. | «Casino Royale»                      | Рик Ноуэлс, Билли Стейнберг, Мари Клер Д’Убальдо            | 3:51         |
| 11. | «Love Is the Price» (дуэт с DJ BoBo) | Моррисон Лонг, Стивен Левис                                 | 3:23         |
| 12. | «Shadow of Power»                    | Фабрис Сюдад, Йенс Гад, Сандра Крету                        | 3:36         |
| 13. | «All You Zombies»                    | Эрик Базилиан, Роб Хайман                                   | 5:03         |

## Синглы
«The Way I Am» — был выпущен в качестве первого сингла с альбома в январе 2007 года и достиг 50-го номера на официальных немецких чартах. Сингл CD содержит два неальбомных трека — англ. Logical Love и англ. Sleep, альтернативную версию альбом трека англ. Casino Royale.
«What Is It About Me» — вышел вторым синглом в мае 2007 года.

## Позиции в хит-парадах и сертификации
| Хит-парад (2007)                | Высшая позиция | Длительность пребывания |
| ------------------------------- | -------------- | ----------------------- |
| Германия (Offizielle Top 100)   | 16             | 3 недели                |
| Польша (ZPAV)                   | 26             | нет данных              |
| Франция (SNEP)                  | 159            | 1 неделя                |
| Швейцария (Schweizer Hitparade) | 88             | 2 недели                |

| Регион | Сертификация | Продажи |
| --- | ------------ | ------- |
| Россия (NFPF) | Золотой      | 10 000* |
| * Данные о продажах приведены только на основе сертификации. ^ Данные о тиражах приведены только на основе сертификации. |              |         |